# Monanthotaxis lucidula
Monanthotaxis lucidula (Oliv.) Verdc. – gatunek rośliny z rodziny flaszowcowatych (Annonaceae Juss.). Występuje naturalnie w Gabonie, Kongo, Angoli, Demokratycznej Republice Konga oraz Sudanie Południowym. 

## Morfologia
PokrójZimozielone i zdrewniałe liany dorastające do 1–5 m wysokości. Młode pędy są owłosione.
LiścieMają kształt od podłużnie eliptycznego do podłużnie odwrotnie jajowatego. Mierzą 6–17 cm długości oraz 2–6 cm szerokości. Nasada liścia jest od zaokrąglonej do prawie sercowatej. Blaszka liściowa jest o tępym wierzchołku. Ogonek liściowy jest owłosiony i dorasta do 4–5 mm długości.
KwiatySą pojedyncze lub zebrane w pary, rozwijają się w kątach pędów. Działki kielicha mają owalny kształt, są owłosione i dorastają do 2–4 mm długości. Płatki mają kształt od owalnego do okrągłego i osiągają do 3–6 mm długości. Owocolistki są owłosione o podłużnym kształcie.
OwocePojedyncze mają elipsoidalny kształt, zebrane w owoc zbiorowy. Są osadzone na szypułkach. Osiągają 6–10 mm długości.

## Biologia i ekologia
Rośnie w gęstych i wilgotnych lasach.